# 垂果大蒜芥
垂果大蒜芥（学名：Sisymbrium heteromallum）为十字花科大蒜芥属下的一个种。

## 扩展阅读
維基物種上的相關：垂果大蒜芥